# 52e bataillon de chars de combat
Pour les articles homonymes, voir 52e bataillon.
Le 52e bataillon de chars de combat (52e BCC) est une unité blindée de l'Armée française. Créé en mai 1940 pendant la bataille de France, il stationne en Bretagne jusqu'à sa capture en juin 1940. 

## Historique du52eBCC
Le bataillon est formé au camp militaire de Meucon, près de Vannes, le 19 mai 1940 par prélèvement d'effectifs sur les 105e, 107e et 109e bataillons d'instruction de chars (bataillons équipés de chars légers anciens Renault FT).

Le bataillon n'est pas apte au combat faute de matériel. Il reçoit finalement dans la nuit du 17 au 18 juin 1940 vingt-six chars modernes évacués de l'école de chars de combat de Satory : un FCM 36, un Renault D1, vingt-quatre Renault R35 et Hotchkiss H39.
- Les chars du 52e BCC

Les chars du
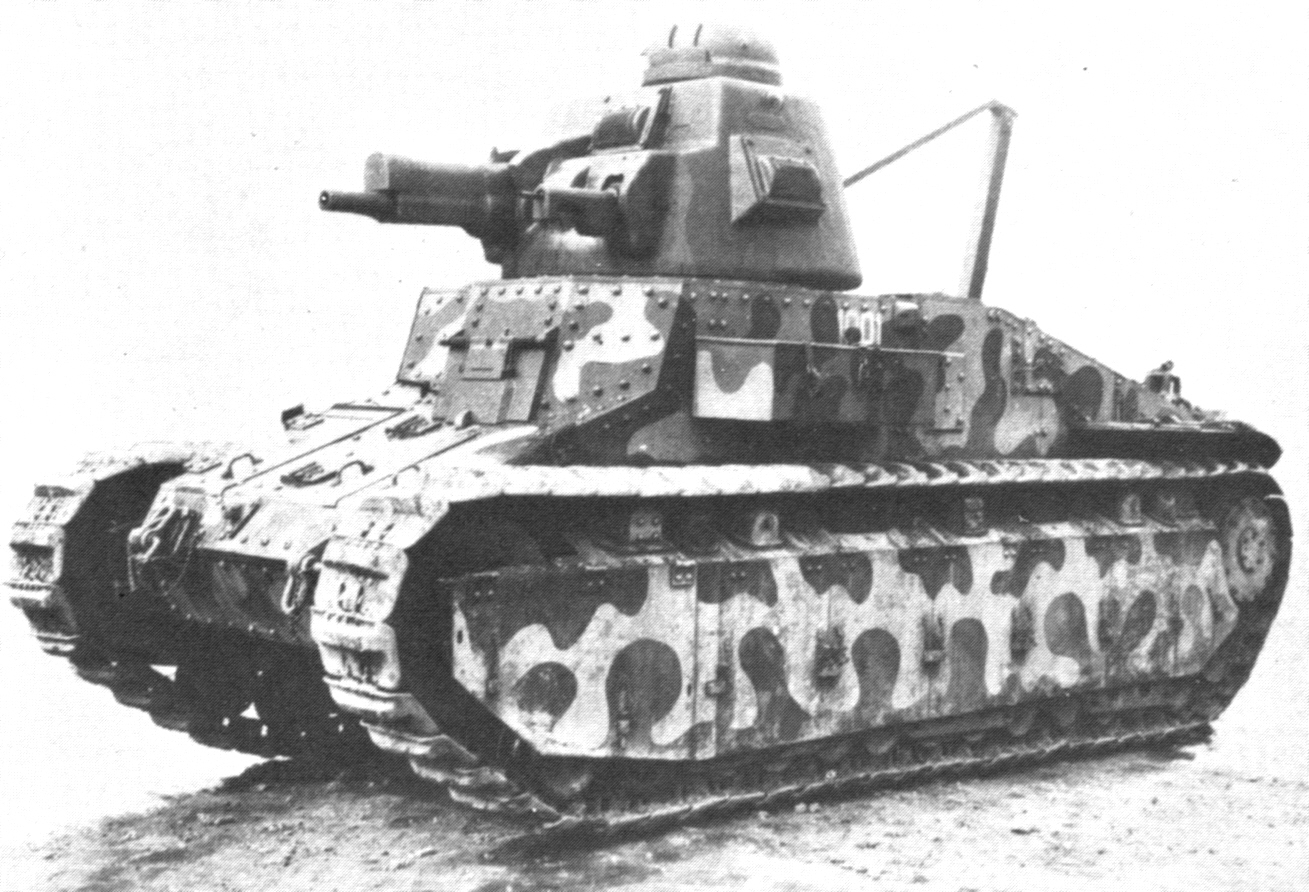
Renault D1.
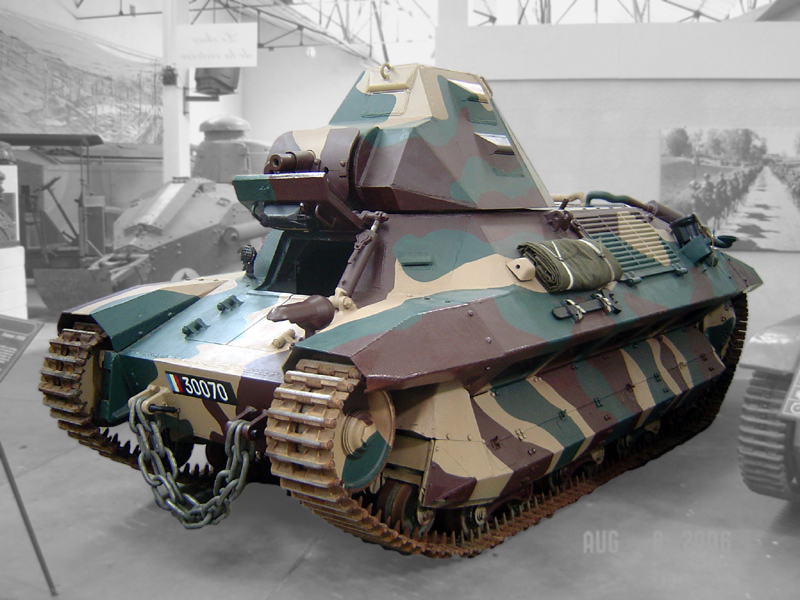
FCM 36.
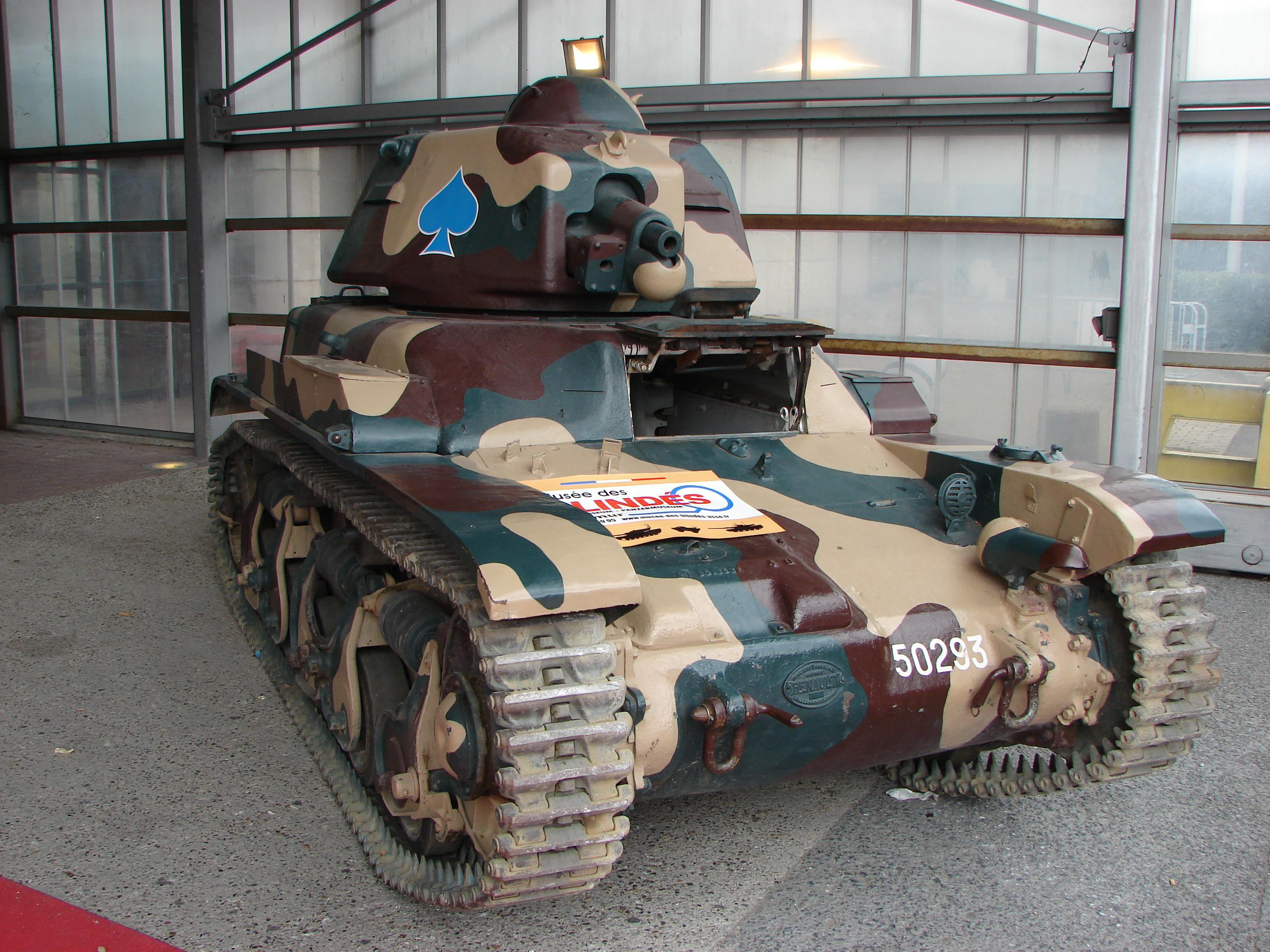
Renault R35.
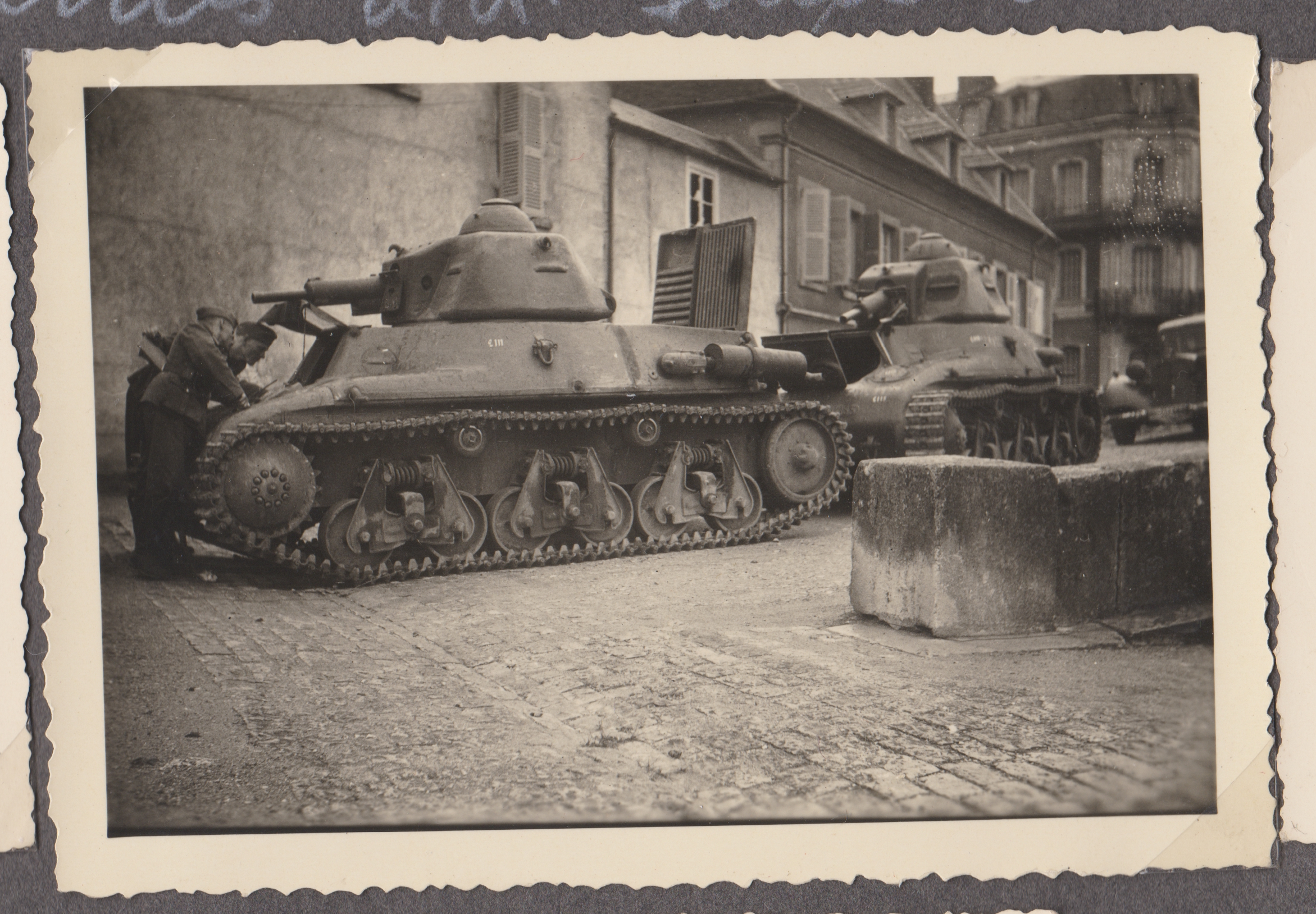
Hotchkiss H39.

Resté au camp de Meucon, le bataillon est capturé tout entier par les Allemands quelques jours plus tard, sans avoir combattu,.